# 夫婦坂
「夫婦坂」（めおとざか）は、1984年9月30日に発売された都はるみのシングル。

## 解説
- 都が1984年3月5日に、同年を以って歌手活動を引退すると発表。引退前最後のステージとなった『第35回NHK紅白歌合戦』で表題曲を歌唱（しかし5年後の1989年大晦日、『第40回NHK紅白歌合戦』出場を機に歌手活動を再開）。都自身1964年に新人歌手としてデビュー、同年大ヒットとなった「アンコ椿は恋の花」と同様に、作詞・星野哲郎、作曲・市川昭介コンビが担当。

- 都は同紅白で紅組トリおよび大トリを担当し表題曲を歌唱したが、歌唱終了後の都は暫く観客に対して頭を下げたまま涙を流し続け、暫くの間動かなくなるシーンがあった（その後、同紅白で白組司会の鈴木健二（当時NHKアナウンサー）や歌手仲間らの催促もあって、紅白史上初のアンコール曲「好きになった人」を都は涙声で2コーラス目だけを歌唱していた）。

- 1985年度の日本音楽著作権協会（JASRAC）発表による楽曲別の著作権使用料分配額（国内部門）では、「浪花節だよ人生は」「長良川艶歌」「娘よ」に続いて年間4位にランクインされた[1]。

## 収録曲
- 両楽曲共に、作詞：星野哲郎／作曲：市川昭介／編曲：斉藤恒夫

1. 夫婦坂（4分35秒）
2. 北海の母（4分26秒）

## カバー
- 石原詢子（2014年、CD-BOX『石原詢子 時代のうた』収録）